# Philippe De Lacy
Philippe De Lacy (25 juli 1917 - 29 juli 1995) was een Amerikaans acteur en regisseur van Franse afkomst.
De Lacy werd geboren tijdens de Eerste Wereldoorlog. Zijn vader was al voor zijn geboorte gesneuveld en zijn moeder overleed twee dagen na zijn geboorte, nadat hun huis werd aangevallen door Duitsers. Hij werd vervolgens geadopteerd door Edith De Lacy. Na de oorlog nam ze hem mee naar de Verenigde Staten. Hier werd hij een kindermodel. Hierdoor werd hij opgemerkt en brak hij niet veel later ook door in Hollywood.

## Carrière
De Lacy speelde in de jaren '20 voor meerdere studio's, maar vooral voor Paramount Pictures. Zo speelde hij in klassiekers, waaronder Peter Pan en Don Juan. Toen hij een tiener werd, werd De Lacy minder geliefd bij het publiek en stopte hij met acteerwerk. Vervolgens begon hij films te regisseren en produceren.

## Filmografie (selectie)
- 1922: A Doll's House
- 1923: Rosita
- 1924: Peter Pan
- 1926: Don Juan
- 1927: The Way of All Flesh
- 1927: The Student Prince in Old Heidelberg
- 1927: Love
- 1928: Mother Machree
- 1929: The Four Feathers

- Bibliothèque nationale de France: cb14686517z (data)
- Gemeinsame Normdatei: 1061748820
- International Standard Name Identifier: 0000 0000 4363 7192
- Library of Congress Control Number: no2003017304
- SNAC: w6pm43bg
- Virtual International Authority File: 37179092
- WorldCat: E39PBJpjgrDMyxH6YxHYQm4pfq